# 1947년 전국축구선수권대회
1947년 전국축구선수권대회는 제2회 전국축구선수권대회이다. 1947년 11월 8일부터 11월 12일까지 서울운동장에서 개최하기로 하였다.
그러나 11월 8일 미군정청 문교부장이자 조선체육회 회장이던 유억겸이 사망하면서 조선체육회 차원에서 장의일인 12일까지 조의를 표하기 위해 일체의 경기를 중단하기로 하면서 연기되었다. 그러나 이듬해인 1948년 1월 24일에 열린 조선축구협회 정기총회까지 연기된 대회를 치루지도 못한 상황에서 제3회 전국축구선수권대회 개최일정이 나왔으므로, 연기된 대회를 치를 일정을 다시잡지 못하고 유산된 것으로 보인다.